# Rockabilly Hall of Fame
Rockabilly Hall of Fame bildades den 21 mars 1997 med syfte att bevara den tidiga rockmusikens historia, samt att tillhandahålla information om de personer som var pionjärer inom rockabilly. Bland de som blivit invalda Rockabilly Hall of Fame återfinns förutom sångare, musiker, kompositörer och discjockeyer även andra personligheter, som till exempel Sun Records ägare Sam Phillips.

## Medlemmar
- Tommy Allsup
- Alton & Jimmy
- Joey Ambrose
- Blackwood Brothers
- Stan Beaver
- Boyd Bennett
- Rod Bernard
- Eddie Bond
- Burl Boykin
- Franny Beecher
- Donnie Brooks
- Felice och Boudleaux Bryant
- Sonny Burgess
- Paul Burlison
- Billy Burnette
- Dorsey Burnette
- Johnny Burnette
- James Burton
- Jo Ann Campbell
- Ray Campi
- The Canadian Sweethearts
- Ace Cannon
- Wynona Carr
- Al Casey
- Johnny Cash
- Danny Cedrone
- Bruce Channel
- Jack Clement
- Patsy Cline
- Eddie Cochran
- Collins Kids
- Bill Haley & His Comets
- Mac Curtis
- Bobby Curtola
- Sheriff Tex Davis
- The Delmore Brothers
- Bo Diddley
- Carl Dobkins, Jr.
- Big Al Downing
- The Everly Brothers
- Tommy Facenda
- Charlie Feathers
- Narvel Felts
- Leo Fender
- The Flaming Ember
- D.J. Fontana
- Frankie Ford
- Tillman Franks
- Alan Freed
- Lefty Frizzell
- Cliff Gallup
- Billy Garland
- Glen Glenn
- Charlie Gracie
- Johnny Grande
- Rudy Grayzelle
- Ronnie Haig
- Bill Haley
- Dickie "Be-Bop" Harrell
- Ray Harris
- Dale Hawkins
- Ronnie Hawkins
- Roy Head and The Traits
- Bobby Helms
- Clarence "Frogman" Henry
- Ersel Hickey
- W.S. Holland
- Buddy Holly
- Johnny Horton
- Wanda Jackson
- Etta James
- The Jordanaires
- Bob "Git It" Kelly
- Sid King
- Buddy Knox
- Sleepy LaBeef
- Rodney Lay
- Brenda Lee
- Jerry Lee Lewis
- Linda Gail Lewis
- Light Crust Doughboys
- Bonnie Lou
- Robin Luke
- Bob Luman
- Marshall Lytle
- Bill Mack (Blue Caps)
- Lonnie Mack
- Grady Martin
- Janis Martin
- Clyde McPhatter
- Johnny Meeks
- Bob Moore
- Scotty Moore
- Colonel Robert Morris
- Moon Mullican
- Jack Neal
- Rick Nelson
- Sandy Nelson
- Roy Orbison
- Tommy Overstreet
- Colonel Tom Parker
- Joe Pennington
- Carl Perkins
- Luther Perkins
- Ray Peterson
- Norman Petty
- Dewey Phillips
- Sam Phillips
- Barbara Pittman
- Bobby Poe
- Elvis Presley
- Johnny Preston
- Marvin Rainwater
- Jerry Reed
- Jody Reynolds
- Charlie Rich
- Little Richard
- Dick Richards (Bill Haley & His Comets)
- J. P. "The Big Bopper" Richardson
- Billy Lee Riley
- Red Robinson (discjockey)
- Jimmie Rodgers
- Tommy Roe
- Tommy Sands
- Vernon Sandusky
- Jack Scott
- Del Shannon
- Clifton Simmons
- Jumpin' Gene Simmons
- Ray Smith
- Warren Smith
- Bobby Sowell
- Billy Strange
- Stray Cats
- Gene Summers
- Billy Swan
- Hayden Thompson
- Sue Thompson
- Conway Twitty
- Ritchie Valens
- Johnny Vallis
- Bobby Vee
- Gene Vincent
- Bobby Wayne
- Don Weise
- Ronnie Weiser
- Sonny West
- Kay Wheeler
- "Wee" Willie Williams
- Colin Winski
- Link Wray
- Rusty York
- Eddie Zack
- Billy Zoom
- Rockfolket